# 宏岡みらい
宏岡 みらい（ひろおか みらい、1973年10月12日 - ）は、宮城県出身の元AV女優。

## 略歴
1994年、「淫モラルヒロイン」でAVデビュー。後にストリッパーとしても活動、1998年には浅草ロック座に出演。
一時期吉原のソープに勤めていた。
2010年、六本木キャバクラ「鹿鳴館」在籍。2011年12月に退店。
趣味:ネイルアート

## 出演作品

### アダルトビデオ
1994年
- 淫モラルヒロイン（10月29日、アトラス21）＊デビュー作
- 美女・媚女（11月30日、ビースバルプロモーション）
- マクロアップ! Part.2 奥まで精密検査（12月23日、アトラス21）

1995年
- 宏岡みらいのエロ乳ズム（1月14日、ビー・スバル・プロモーション）
- 快楽に酔いしれて（2月14日、VIP）
- サディスティックレイプ 犯さずにいられない（2月25日、アトラス21）
- 美獣伝説 淫らすぎる淑女（3月21日、アテナ映像）
- 女体解剖 濡れ濡れ糸ひき80cm（4月21日、アテナ映像）
- 美尻診察室 締めて開いて（4月28日、イメージボックス/エクセス）＊映画「美尻診察台 締めて開いて」のビデオ版
- 奴隷女教師 淫獣の罠（5月12日、シネマジック）
- 就職戦線 ふしだらな個人面接（5月25日、イメージボックス/エクセス）
- 熱い刺激が欲しかった（6月2日、アトラス21）
- お天気キャスター 淫乱お姉さん（6月9日、シネマジック）
- 喪服奴隷 Ⅶ（7月14日、シネマジック）
- 魅惑の恥じらいエクスタシー アイドルデビューコレクション 朝倉純・観月沙織里・宏岡みらい・矢吹まりな 他 全7名（8月31日、アトラス21）
- 奴隷女教師スペシャル 2 生徒の知らない私の秘密 かとう由梨・宏岡みらい・原田ひかり 他（10月13日、シネマジック）
- 極上の女たち 野獣イクべし! 権利とプライドを賭け、女たちが立ち上がった! 愛田るか・飛鳥いずみ・宏岡みらい・中井淳子（11月10日、h.m.p/エイトマン）
- 若妻美麗奴（11月13日、笠倉出版社）
- 女子校生連続拉致レイプ 汚された白いソックス 宏岡みらい・相沢しの（11月21日、北都）
- YOUNG MAN CHIN 11月号 宏岡みらい・松本香央（11月21日、北都）
- 女教師いんらん痴漢電車 2（12月11日、笠倉出版社）
- 緊縛ウェディング 2（12月13日、大洋図書）
- 催眠ドッキリ大作戦 そこまでやるか、バトルFUCK 細川しのぶ・宏岡みらい（12月21日、アテナ映像）
- フラチナンシュタイン（12月21日、?）
- 喪服奴隷スペシャル 2 恋縄未亡人 宏岡みらい・森田久恵・麻布マリア 他（12月28日、シネマジック）

1996年
- 緊縛ウェディング 2（1月10日、大洋図書）
- 肉弾戦バトルロイヤル 藤原史歩・宏岡みらい（1月16日、KUKI）
- 新生スペルマ淫度10 PART6 里見ともき・麻宮淳子・宏岡みらい 他 全10名（2月13日、笠倉出版社）
- 風俗王 2  F・Gカップ嬢を探せ! 宏岡みらい 他（3月25日、ハートワークプロモーション）
- F-CUPレズレイプ 月岡弓子・宏岡みらい（4月19日、笠倉出版社）
- 宏岡みらいとレズしま専科? 宏岡みらい 他（10月24日、東京音光）
- SUPER BUST MAGAZINE 巨乳DOLLS みずしまちはる・宏岡みらい・桜井綾 他（11月23日、アトラス21）
- 宏岡みらいのザーメンでひとやすみ ミルキーショップエムズ・オリジナル第6弾（エムズビデオグループ）
- 2人で一升、うまいっしょ ミルキーショップエムズ・オリジナル第8弾 宏岡みらい・あさか（エムズビデオグループ）
- 巨乳が好き!! 宏岡みらい・浜田ルミ・葉山美妃（オー・ケイ出版社）

1998年
- ランジェリー伝説（1月1日、メディアバンク MBV-006）全30名
  - ランジェリー伝説（2000年3月31日、メディアバンク ARD-004）全40名
- 外交官夫人 昼下りの懺悔 人妻レイプ（4月17日、アタッカーズ）
- 誘惑ミセス 16 早くあなたのチ○ポ、ぶち込んで。（7月6日、U&K）
- 大洋図書セルビデオコレクション 3 若妻スキャンダル 細川百合子・宏岡みらい・岡倉ゆうき 他（7月17日、シネマジック）
- 5人のヤリまくり激ナマ乱戯デラックス 2 宏岡みらい・河合あいか・坂巻美咲・羽田舞子 他（8月21日、マッスル）
- 抱きごこち（ステージメディア/june）＊復活作

1999年
- 巨乳美人妻 愛の官能劇場 1 宏岡みらい・岡崎美女・小林ひとみ・有賀美穂 他 全15名（1月2日、笠倉出版社）
- 若妻(秘)ファイル1999'  宏岡みらい 他（2月17日、ビッグモーカル）
- 痴女の宅配便（11月1日、幻映舎）
- 麗乳妻（11月13日、エッチアールシー）

2000年
- 麗奴 宏岡みらい・沢賀名（1月22日、グラフィティジャパン）
- 痴女おとこ犯い（3月31日、ホットエンターテイメント）
- 女教師Selection 小林ひとみ・メイファ・遠野みずほ・岡崎美女・宏岡みらい 他 全50名（6月16日、メディアバンク）
- プレミアム大全集 美乳アイドル編（6月16日、メディアバンク）全12名
- 手でヌイてあげる。 5（7月1日、U&K）
- 菅原ちえ監督の私が男を犯す瞬間 宏岡みらい・澤宮有希・愛田るか（9月5日、ハムレット）
- 淫美熟女の密室 奥様のおしゃぶり お姉さんのウマ乗り 宏岡みらい 他 全5名（11月11日、アテナ映像）
- 究極熟女XXX 淫乱:ぬれ濡れ女大集合 松山ももか・宏岡みらい・水原ゆり・神尾まゆみ・月山ひかる（11月27日、V&Rプランニング）
- スペルマエンジェル 1 宏岡みらい・秋野しおり（12月22日、RED WING）

2001年
- Fuck street X この女変態です 宏岡みらい・中田真由（1月10日、アイルビー・クリエイト）
- BODY DEVIL（1月15日、トキワ・コーポレーション）
- お姉さんのお仕事 3 宏岡みらい・松永美歩・渡瀬まりあ（3月16日、VIP）
- スペルマペット ザー汁奴隷（4月1日、ムービーデイズ）
- Women Report OL達の戯言（4月6日、ワンズファクトリー）
- 復讐の女 蛇縛の痴療ミス（4月6日、アタッカーズ）
- 菅原ちえ監督の膣コキ新世紀 貴方にはお手数おかけしません 宏岡みらい・桜田佳子・うさみ恭香（4月6日、ソフトオンデマンド/ハムレット）
- 私が癒してあげる。Vol.1（6月1日、U&K）VHS
- 女教師痴漢電車ベスト20 2 有賀美穂・吉野美穂・琴野まゆ・宏岡みらい・荒井まどか 他 全20名（6月27日、笠倉出版社）
- 千客萬来 みらいのお部屋の十人十色（7月1日、ワンズファクトリー）
- Fuck street Special! 超ハード [前編]（7月17日、アイルビー・クリエイト）
- 家庭教師がロケット型巨乳でもう集中できない! 山吹ケイト・坂口華奈・宏岡みらい（7月19日、アイオンコーポレーション）
- Fuck street Special! 超ハード [後編]（8月17日、アイルビー・クリエイト）
- フェアエストRemix 小室友里・冴島奈緒・橘未稀・つかもと友希・宏岡みらい 他 全17名（9月21日、グラフィティジャパン）
- 明智伝鬼 吊り責め痴獄 細川百合子・宏岡みらい・水原かおり 他（11月9日、シネマジック）
- お姉さんと淫乱旅行 変態女装（12月1日、アロマ企画）

2002年
- フェラリズム 長瀬愛・岡崎美女・宏岡みらい（1月11日、アイルビー・クリエイト）
- ルーム裏サービス 宏岡みらい・美月星美・工藤小夏 他（1月25日、メディアバンク）
- REAL MODELS 20 堤さやか・桃井望・長瀬愛・笠木忍・宏岡みらい 他（2月1日、TMA）
- ファックストリートガールズ スーパースペシャル 宏岡みらい・橘ゆかり・天野理穂 他（2月1日、アイルビー・クリエイト）
- レ・Zu・ビアン 1 宏岡みらい・沢井理沙（2月22日、U&K）
- 抜きたがる女たち 4人の痴女 宏岡みらい・木下まこ・長崎美沙 他（3月6日、ロビンソン）
- 死夜悪 THE BEST 13 人妻セレクト 霧島レイナ・嵐山ゆき・宏岡みらい（3月22日、アタッカーズ）
- TOMB RAPER トゥームレイパー 鏡麗子・三月あん・宏岡みらい（4月17日、ケイ・エム・プロデュース）
- 巨乳家族。完全版 朝河蘭・三月あん・宏岡みらい（4月19日、ケイ・エム・プロデュース）
- 痴女ベストセレクション 森下くるみ・うさみ恭香・長瀬愛・宏岡みらい 他（5月4日、ソフトオンデマンド）
- 夢ごこち（5月24日、T-フリーズ）
- カリスマ女優 THE BEST PREMIUM COLLECTION Vol.1 長瀬愛・桃井望・竹内優美子・宏岡みらい 他（5月24日、メディアバンク）
- 巨乳マンション Fカップのおねだり夫人（6月7日、ワープエンタテインメント）
- お姉さんの浴室 50人120分 笠木忍・桃井望・澤宮有希・宏岡みらい 他（6月22日、ホットエンターテイメント）
- 全部コスプレ（7月1日、ゾーンワークス ZW-009）全7名
- あの人気女優に筆おろししてもらいませんか? 桃井望・うさみ恭香・宏岡みらい（7月12日、VIP）
- 巨乳なお姉さんが犯してあげる 完全版 山口玲子・宏岡みらい（8月16日、ケイ・エム・プロデュース）
- 宏岡みらい おっぱいまま（8月23日、デジタルバンク）
- レズ調教 宏岡みらい・うさみ恭香・雪野弥生（9月26日、ワンズファクトリー）
- 映画パロディースペシャル 宏岡みらい・朝河蘭・萩原さやか（9月28日、ホットエンターテイメント）＊「TOMB RAPER トゥームレイパー」他を収録
- 美熟女 2（9月30日、JNS BIJ-02）
- イメクラSuper 2（10月5日、メディアバンク ARD-007）全12名
- 犯女 4（10月11日、U&K）VHS
- 29ans Ver.01 時にはあぶない女と呼ばれたい 林かれん・宏岡みらい（10月18日、イー・コンプレックス）
- 癒しの未亡人寮母（11月15日、ネクストイレブン）
- OL達の戯言 今日もどこかでオフィスラブ（11月16日、ワンズファクトリー）
- パンスト 美・尻・彩・色 美脚フェロモン VOL.05（11月22日、U&K）
- SEXY LOVERS 3 宏岡みらい・仲本愛子・横山奈津子（11月26日、マックス・エー）
- 淫乱生熟女 舛本愛子・宏岡みらい（11月27日、ホットエンターテイメント）
- 美脚フェロモン 5（11月28日、U&K）
- ラブシネ 2 愛田るか・吉野真里・宏岡みらい・日吉亜衣 他（12月10日、ビデオバンク）
- Peppermint Vol.2（12月11日、ペピー) ※薄消し作品
- 痴憾 3 宏岡みらい・瑞樹あんな（12月13日、桃太郎映像出版 CKND-9）
- 淫乱伝説 痴女SPECIAL 堤さやか・新堂真美・倉本安奈・宏岡みらい 他（12月13日、デジタルドリームデベロップメント）
- Sモデル Ver.15（12月20日、イー・コンプレックス）

2003年
- V＆R大全集 女優50人240分 2 桃井望・樹まり子・冴島奈緒・宏岡みらい 他 全50名（1月21日、V&Rプランニング）
- 巨乳20年史 Deluxe 細川百合子・五島めぐ・卑弥呼・宏岡みらい 他（1月24日、デジタルドリームデベロップメント）
- ボクを見て！ 手コキと口で犯して 宏岡みらい・秋吉恵里子 他 全20名（1月25日、ホットエンターテイメント）
- アイドール Vol.9（(2月16日、アイドール）※薄消し作品
- ザ★ベスト人妻達の艶やかな宴 雪野弥生・光月夜也・宏岡みらい 他（(2月20日、ワープエンタテインメント）
- 悪戯DOLL 朝河蘭・岬じゅん・倉本安奈・宏岡みらい 他 全20名（3月20日、ホットエンターテイメント）
- 高級美熟女（4月1日、メディアボス）
- 女教師痴漢電車 DELUXE 小室友里・麻宮淳子・有賀美穂・宏岡みらい 他（4月11日、デジタルドリームデベロップメント）
- 淫乱遊女の下心（5月1日、ワンズファクトリー）
- 騎女 完全騎乗位の女 其の壱 中野千夏・宏岡みらい（5月9日、U&K）
- SUPERザーメン天国 2 中野千夏・氷咲沙弥・朝河蘭・宏岡みらい 他（5月16日、VIP）
- 熟桃 熟テク指南 香坂ゆかり・宏岡みらい 他（5月16日、桃太郎映像出版）
- 淫乱熟女画報 升本愛子・田中舞子・若松あい子・宏岡みらい 他（5月20日、ホットエンターテイメント）
- 泡姫2 特殊浴場接待ルーム 夏目ゆい・宏岡みらい（6月5日、ドリームチケット）
- ハメ撮りMAX 4時間 Ver.03 朝河蘭・夏樹友香・中澤美亜・宏岡みらい（6月20日、日本メディアサプライ）
- 人妻DC 不倫交際デートクラブ 友崎亜希・望月りさ・宏岡みらい（7月3日、ドリームチケット）
- 巨乳マンション総集編 坂口華奈・山口玲子・山咲あかり・宏岡みらい 他（7月16日、ワープエンタテインメント）
- 近親相姦（7月19日、メビウスエンターテイメント）
- レズ解禁 南波杏・宏岡みらい 他（7月24日 MOODYZ）
- オマ○コ女の誘惑（11月1日、ナチュラル）
- お姉さんと淫乱旅行 ～変態女装～（12月20日、アロマ企画）

2004年
- 蛇縛アンソロジー 4 宏岡みらい・池野瞳・矢沢ようこ・夕樹舞子 他（2月8日、アタッカーズ）
- 熟女おもらし恥態6連発 3 宮下麻衣子・宏岡みらい 他（2月15日、マドンナ）
- もしも安原真美が超高級ソープ嬢だったら... 完全版 安原真美・宏岡みらい（ソープの先生役）（2月27日、ケイ・エム・プロデュース）
- 麗しの団地妻 9 宏岡みらい・流川ユリア 他（3月15日 マドンナ）
- 痴熟女発情オナニー 杉本まりえ・結城綾音・宮下麻衣子・宏岡みらい 他（3月15日、マドンナ）
- 禁断の性 友達の母 4 宏岡みらい・桜沢愛子 他（4月15日、マドンナ）
- 奴隷女教師 EX2 原田ひかり・かとう由梨・宏岡みらい 他（4月28日、シネマジック）
- 中出しマダム 3 宮下麻衣子・流川ユリア・宏岡みらい 他（6月15日、マドンナ）
- 巨乳近親相姦 宏岡みらい・橋本樹里（9月12日、メディアタウン）
- 手でヌイてあげる。5（9月25日、U&K）※再発
- 復刻版　誘惑ミセス 16（9月29日、U&K）
- レズビあ～ん 人気女優9人 うさみ恭香・雪野弥生・宏岡みらい 他（10月28日、ゾーンワークス）
- 大葬式 社長を殺ったのは誰だ!? あらきれいこ・緒川さら・宏岡みらい（11月15日、アレックス）
- 朝まで生でハ○テレビ 宏岡みらい・みずなあんり・川奈まり子 他（12月15日、アレックス）

2005年
- もしもこんな超高級ソープがあったら･･･。4 藤森かおり・三上翔子・松井はるか・宏岡みらい 他 全7名（2月18日、ケイ・エム・プロデュース/うまなみ）
- 巨乳人妻ナース 宏岡みらい・渡辺弓絵・木下まお（2月20日、ネクストイレブン）
- 超高級ソープ4時間SPECIAL 4（8月19日、ケイ・エム・プロデュース）…うまなみ。作品『もしもこんな超高級ソープがあったら･･･。4』のセルDVD化作品
- 2人で一升、うまいっしょ/宏岡みらい・あさか & '95夏の陣/林由美香（12月19日、エムズビデオグループ）
- 精液行脚～米国巡礼記/白石奈津子 & 宏岡みらいのザーメンでひとやすみ/宏岡みらい（12月19日、エムズビデオグループ）

2006年
- 鞭－MUCHI－ はらだはるな・宏岡みらい・秋本優奈 他（1月7日、アタッカーズ）＊「鞭責めシーン」のみを収録
- 吊 -TSURI- 柔肌に食い込む縄の蛇 音野沙樹・宏岡みらい・江本友紀 他（3月7日、アタッカーズ）＊「吊責めシーン」」のみを収録
- 先天性淫乱熟女（3月25日、マドンナ）
- 友達の母 総集編4時間 叶麗子・宮下真紀・結城綾音・宏岡みらい 他 全12名（3月25日、マドンナ）
- ど淫乱美熟女 友田真希・小林みゆき・宏岡みらい 他（5月20日、ネクストイレブン）
- 三十路 Best11 PART3 ワイセツ三十路達の淫儀が集結 麻布レオナ・京野まどか・宏岡みらい・神咲まりあ 他（6月20日、麒麟堂）
- レ・Zu・ビアン BEST of BEST 1 宏岡みらい・沢井理沙 他（7月28日、U&K）
- デジフェラ 3 妖艶人妻編 吉田みき・松山ももか・宏岡みらい 他 全15名（8月28日、桃太郎映像出版）
- 蝋-ROU- 白肌を焦がす灼熱の赤い雨 愛田るか・音野沙樹・宏岡みらい・小室りりか 他（8月28日、アタッカーズ）＊「蝋責め」のみを収録
- AV熟女アイドルファン 川奈まり子・愛田るか・杉本まりえ・宏岡みらい 他 全8名（11月17日、メディアアーツ）
- 痴女 BEST of BEST 1 飯島麗香・宏岡みらい・姫ゆり 他（11月24日、U&K）

2007年
- 月刊熟女秘宝館 艶熟下半身に滴る卑猥な蜜液 宏岡みらい・紫彩乃 他 全8名（6月20日、ネクストイレブン）
- 痴熟女 総集編4時間 山口珠理・青木美里・加納妖子・宏岡みらい 他（6月25日、マドンナ）

2008年
- 淫乱美熟女レズビアン 4時間 2 	伊乃愛華・花井ももか・宏岡みらい 他（9月19日、LADIES♀ROOM）

2010年
- 60人の友達の母8時間 相沢奈菜・望月加奈・山咲あかり・宏岡みらい 他（2月25日、マドンナ）
- U＆K BEST「レズまくり!!」4時間 松野ゆい・姫川りな・野中あんり・宏岡みらい 他 全31名（4月13日、U&K）
- The Best of No.1 宏岡みらい Deluxe（9月10日、メディアバンク）

2011年
- 20人の淫乱痴熟女に責められ続ける480分 佐藤美紀・風間ゆみ・星優乃・村上涼子・宏岡みらい 他（2月25日、マドンナ）
- 男を骨抜きにする30人の熟痴女ファック4時間 ましろ杏・立花みずき・宏岡みらい 他（10月25日、マドンナ）

2013年
- 厳選!!美熟女 12人4時間総集編 3 榎本由紀子・京野まどか・結城マリア・宏岡みらい 他 全12名（4月1日、プラネットプラス）

2014年
- 大江戸情緒女絵巻 和装百態嬲縛痴獄 深山真希・夕樹舞子・宏岡みらい・吉井美希 他（7月1日、シネマジック）

2015年
- 喪服奴隷歴代ベスト 背徳M汁達磨の未亡人たち 友田真希・森田久恵・宏岡みらい 他（7月19日、シネマジック）
- 巨乳妻ナースのどスケベ介護 院内で揉みまくりハメまくり 渡辺弓絵・宏岡みらい・木下まお（10月20日、スターパラダイス）

発売日不明
- ドクターXのまん汁クリニック 2 子持ちバツイチ篇（まん汁クリニック 	DC-2）VHS
- もっといっぱいいかせてあげる（ジャネス HO-05）VHS
- Actress（S.V.Coop.システムズ SVA-001）VHS
- ナースのお仕事 1（桃太郎映像出版 NO-01）VHS
- Fake モザイクの向こう側（エムズビデオグループ MFK-01）VHS
- 女教師レイプ!! キャリア女性職業別裏事情（レディーカンパニー LD-02）VHS
- AV制作を暴く!（ステージメディア）VHS
- 僕が汁を撮る理由 ザーメンとの出会い 第一回ミルキーショップエムズ杯争奪 ザーメンチャンピオンカーニバル（エムズビデオグループ SCC-04）VHS
- 痴女 2 ガマンできないOLたち（U&K CJ-02）VHS
- 一転 逆レイプ 菅原ちえ監督の新人男優オーディション（ソフトオンデマンド GYR-001）VHS
- 痴女社長（EXPO EXP-01）VHS
- 檻（幻映舎 KIB-05）VHS
- 若妻OLサドルでご出勤 1（サドル）VHS
- ハメハメまんこ 4（はめまん）VHS
- 猥褻個人教師（ワイ・ネットワーク YN-4）VHS
- デジフェラ 10人10色　宏岡みらい・白石めぐみ 他（桃太郎映像出版 DK-001）VHS
- スリーセックス 宏岡みらい・小宮りえ・石川玲子（桃太郎映像出版 SSS-05）VHS
- ザーメン エンジェルズ 宏岡みらい・木下まこ・眞城麗美（? OS-01）VHS
- 素人SEX生撮りファイル 6（エロエロ天国 EET-06）VHS
- 美装族 コスプレイヤーとデートVOL.4（ドリームクリエイト BSZ-04）VHS
- ラブラブレッスン vol.9 宏岡みらい・沢賀名（ひりゅうビジュアルネットワーク LL-010）VHS
- かぎりなく透明に近いブルセラ（スケルトン SKR-07）VHS
- 中出し OLの場合（エンバー EBR-07）VHS
- MIRAI　60min（エムズビデオグループ MMI-001）VHS

### 映画
- 美尻診察台 締めて開いて（改題:宏岡みらい したがり女医の湿毛）（1995年2月10日公開、エクセス・フィルム）監督:坂本太[6]
- 本気汁たれ流し（改題:本番好奇心 奥までぐっしより）（1995年3月31日公開、エクセス・フィルム）監督:神野太[7]

### バラエティ
- Mars TV (1994年10月3日 - 1995年3月28日、フジテレビ・深夜番組放送枠) ストリップ・コーナー
- ダウンタウンの裏番組をブッ飛ばせ!!'94大晦日スペシャル!!（1994年12月31日、日本テレビ系）セクシーギャルとして出演

### ドラマ
- 月曜ドラマスペシャル「早乙女千春の添乗報告書1 - 金沢湯けむりツアー殺人事件」（1995年2月20日、TBS）

## 出版

### 写真集
- 一村哲也フェロモン作品集 Shunga erotic picture do H 片平静香・栗原みなみ・藤原史歩・宏岡みらい（1995年2月10日、ワニマガジン社）撮影:一村哲也 ISBN 9784898292341
- シネマジックSM全集 1 女教師篇 愛田るか 細川百合子 メイファ 風吹あんな 宏岡みらい 野坂なつみ かとう由梨 藤田リナ ほか（1997年12月30日、三和出版）ISBN 9784883565962

### 雑誌
- Gals Dee 1994年11月号（ダイアプレス）
- URECCO 1994年12月号、1995年3月号（ミリオン出版）
- ACTRESS 1994年12月号、1995年3月号（リイド社）
- Bejean 1996年12月号（英知出版）
- スコラ No.323（1995年2月9日、スコラ社）
- 週刊プレイボーイ 1994年10月4日号（集英社）
- Dcup 1995年5月号（蒼竜社）
- GALS COLLECTION NO.27（1995年6月10日、日本出版社）
- アップル通信 1996年10月号（三和出版）
- SHAVE! 1996年10月号（メディアックス）
- ビデオ・ザ・ワールド 2004年1月号（コアマガジン）